# Daybreak (série de televisão)
Daybreak é uma série de televisão pós-apocalíptica e comédia dramática, criada por Brad Peyton e Aron Eli Coleite, baseado na história em quadrinhos de 2011 de mesmo nome de Brian Ralph. A série estreou em 24 de outubro de 2019 na Netflix e é estrelado por Colin Ford, Alyvia Alyn Lind, Sophie Simnett, Austin Crute, Cody Kearsley, Jeanté Godlock, Gregory Kasyan, Krysta Rodriguez e Matthew Broderick.
Em 17 de dezembro de 2019, foi anunciado o cancelamento da série após uma temporada.

## Premissa
A série segue a história de Josh Wheeler, um garoto de 17 anos do ensino médio canadense, em busca de sua namorada britânica desaparecida Sam Dean, em Glendale pós-apocalíptica, na Califórnia. Juntado por um grupo desajeitado de desajustados, incluindo Angelica, de 10 anos, piromaníaca e o ex-valentão do ensino médio de Josh, Wesley, agora samurai pacifista, Josh tenta permanecer vivo entre a horda de gangues do estilo Mad Max (atletas malvados, líderes de torcida transformaram a Amazônia  guerreiros), criaturas semelhantes a zumbis chamadas Ghoulies, e tudo o mais que esse bravo mundo novo lança nele.

## Elenco

### Principal
- Colin Ford como Josh Wheeler: um sobrevivente solitário que procura sua namorada na paisagem pós-apocalíptica.
- Alyvia Alyn Lind como Angelica Green: um gênio de 10 anos com piromania leve.
- Sophie Simnett como Samaira "Sam" Dean: amplamente popular antes do Apocalipse, ela se torna o foco da busca de Josh depois que as bombas caem.
- Austin Crute como Wesley Fists: um auto-estilo rōnin buscando redenção por seus erros passados.
- Cody Kearsley como Turbo "Bro Jock" Pokaski: ex-quarterback e líder desequilibrado dos Jocks durante o Apocalipse.
- Jeanté Godlock como Mona Lisa: um segundo atleta de Jock e Turbo.
- Gregory Kasyan como Eli Cardashyan: um sobrevivente resiliente e egoísta que ocupa o Glendale Mall.
- Krysta Rodriguez como professora de biologia da Sra. Crumble / The Witch: Glendale High, que exibe comportamentos diferentes em comparação com outros fantasmas.
- Matthew Broderick como Michael Burr / Baron Triumph: diretor de Glendale High, que tem um desejo sincero de ajudar os alunos a ter sucesso.

### Recorrentes

#### Os atletas
- Chester Rushing como Terrence "Terry" Markazian: capitão da equipe de golfe.
- Micah McNeil como Jerry: um membro da equipe de golfe.
- Alan Trong como Larry: um membro da equipe de golfe.
- Mickey Dolan como Gary Stern: um membro da equipe de golfe.
- Jon Levert como Barry: um membro da equipe de golfe.
- Luke Valen como # 54: um Jock idiota usado por todos ao seu redor.

#### Os Daybreakers
- Chelsea Zhang como Karen Jane "KJ": uma estudante de intercâmbio chinesa, poliglota e aliada de Josh.
- Estrella Avila como Jessica Huntley: uma sobrevivente resgatada do Barão Triumph.
- Kevin Bransford como Other Gay Josh: frequentemente referido ao longo da série quando Josh Wheeler é apresentado.
- Jack Justice como judeu-Simon Simon: um sobrevivente resgatado do Barão Triumph.

#### As Cheermazons
- Jade Payton como Demi Anderson: um dos três líderes das Cheermazons.
- Sandra Mae Frank como Victoria: uma das três líderes das Cheermazons que se comunica pela ASL .
- Emily Snell como Miryam: um dos três líderes das Cheermazons.
- Charlotte Benesch como Camilla
- Barbie Robertson como Veronica: amiga e intérprete mais próxima de Victoria.

#### Outros sobreviventes
- Sammi Hanratty como Aria Killigan: o líder recluso dos Gamers e aliado de KJ.
- Rob H. Roy como Jayden Hoyles: um antagonista menor de Josh e diretor Burr.
- Erik Christensen como Jaden Thompson Magee
- Gabriel Armijo como Jaden Unger
- Austin Maas como Bro jock
- Zoe Biggers como Jaden Florentina
- Andrew Fox como Owen 'Slowen' Krieger
- AJ Voliton como Fred
- Natalie Alyn Lind como Mavis: a namorada de Eli no shopping.

## Produção

### Desenvolvimento
Em 26 de julho de 2018, a Netflix anunciou um pedido para a produção de uma primeira temporada de dez episódios. Aron Eli Coleite foi escolhido para servir como showrunner da série.  A série foi criada por Brad Peyton e Coleite, que são creditados como produtores executivos ao lado de Jeff Fierson.  A ASAP Entertainment está envolvida na produção da série. Em setembro de 2019, foi declarado que que a série estrearia em 24 de outubro de 2019.

### Elenco
Em outubro de 2018, foi anunciado que Matthew Broderick iria estrelar a série. No mesmo mês, foi relatado que Colin Ford, Alyvia Alyn Lind, Sophie Simnett, Austin Crute, Gregory Kasyan, Krysta Rodriguez, Cody Kearsley e Jeante Godlock se juntaraiam ao elenco.

### Gravações
A fotografia principal para a primeira temporada teve lugar em Albuquerque, Novo México, a partir de outubro 2018 a abril de 2019.

## Lançamento
Em 16 de setembro de 2019, foi lançado um teaser trailer da série. Em 7 de outubro de 2019, a Netflix lançou o trailer oficial da série.

## Recepção
O site Rotten Tomatoes reportou um índice de aprovação de 71% para a primeira temporada com uma classificação média de 6,86 / 10, baseado em 21 opiniões. Consenso crítico do website diz, " Daybreak é uma série de adolescente com drama e pós-apocalíptico de terror, em alguns momentos é verdadeiramente inspirador, mesmo você sentindo como se já houvesse assistido alguns deles antes." No Metacritic, ele tem uma pontuação média ponderada de 56 em 100, com base em 9 críticos, indicando "críticas mistas ou médias".